# طبقة مالبيغية

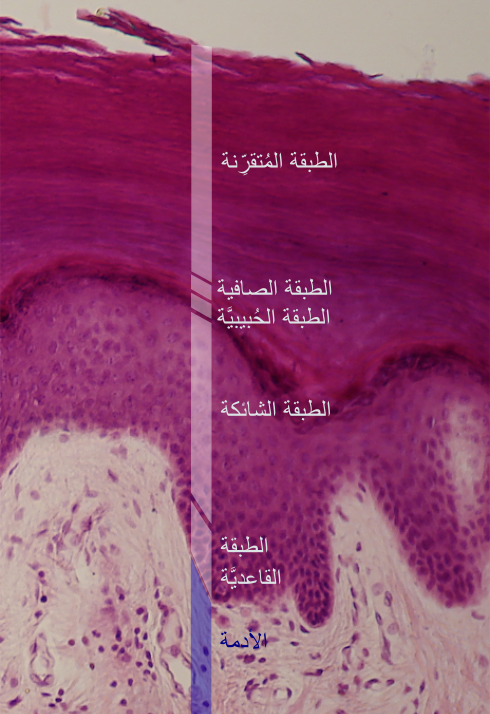
طبقات البشرة

الطبقة المالبيغية (بالإنجليزية: Malpighian layer)‏ أو الطبقة المنتشة للبشرة (بالإنجليزية: stratum germinativum)‏ هي جزء من البشرة وتتكون من الطبقة القاعدية والطبقة الشائكة، لكن في حالات معينة يقصد بها الطبقة القاعدية.
تحمل هذه الطبقة اسم مارتشيلو ملبيغي.